# Jon Tester
Jonathan Tester, född 21 augusti 1956 i Havre, Montana, är en amerikansk demokratisk politiker. Han var ledamot av USA:s senat från Montana från januari 2007 till januari 2025, då han besegrade den sittande senatorn Conrad Burns i kongressvalet i USA 2006. Från den 4 januari 2021 till januari 2025 var han den enda demokraten som innehavde ämbete i delstaten Montana.
Tester är uppvuxen i Chouteau County nära Big Sandy. Jeff Ament i bandet Pearl Jam råkar ha samma hemtrakt som Tester; bandet spelade en konsert i Missoula för att stödja Testers kampanj.
Tester bedriver ekologiskt jordbruk. Medan familjen Testers slakteri spelade en roll för familjens ekonomi när Tester arbetade där som ung, är slakteriet numera till endast för nära vänners och släktingars behov. Tester förlorade som barn tre fingrar i en olycka med en köttkvarn.
Han har en examen i musikvetenskap från University of Great Falls och har arbetat en kort tid som musiklärare i Big Sandys skoldistrikt.
Jon och Sharla Tester har två barn: dottern Christine och sonen Shon.
Innan Tester blev ledamot av USA:s senat var han ledamot av delstatssenaten i Montana 1999–2006, och var dess ordförande 2005–2006.

## USA:s senat
Jon Tester ställde upp för omval år 2018 för en tredje mandatperiod som senator. Primärvalet för båda partier var den 5 juni 2018. Tester vann lätt den demokratiska nomineringen med 100 procent av rösterna eftersom han hade inga utmanare, och mötte revisorn Matt Rosendale. Tester säkrade en seger i senatsvalet med 50,1 procent mot Rosendales 47 procent.

## Politiska ståndpunkter
Senator Jon Tester betecknar sig som moderat demokrat.  År 2012, noterade USA Today att Tester ibland avvek från den demokratiska partilinjen - vid detta tillfälle genom att stödja projektet  Keystone XL  med en oljeledning genom miljömässigt känsliga områden i Nebraska  - men att han röstat med Obama om de mest kritiska frågorna under dennes presidentskap: lagar om stimulans till näringslivet, hälsovårdslreform och kontroll med finansiella tjänster. Five ThirtyEight, som följer omröstningarna i kongressen, har funnit att Tester röstat med Trumps ståndpunkt vid 31,3 procent av tillfällena.